# Цілком таємно (телесеріал)
«Цілком таємно» або «Секретні матеріали» (англ. The X-Files) — американський фантастичний телесеріал. Уперше був показаний телеканалом Fox 10 вересня 1993 року й завершився через 9 років — 19 травня 2002 року. З 1993 по 2002 рік було знято 201 епізод. Автор ідеї — Кріс Картер. Серіал з великим успіхом був показаний в різних країнах світу, поміж них і в Україні. На основі серіалу 1998 року був знятий повнометражний фільм «Цілком таємно: Боротьба за майбутнє». 24 липня 2008 року відбулася прем'єра фільму «Цілком таємно: Я хочу вірити».
Події в серіалі розгортаються навколо спеціальних агентів ФБР — Дейни Скаллі (Джилліан Андерсон) та Фокса Малдера (Девід Духовни), які працюють у  відділі під грифом «X», де зібрано справи, що стосуються надприродних подій. Малдер вірить в існування прибульців і паранормальних явищ, в той час, як Скаллі спочатку скептично ставиться до теорій Малдера та намагається пояснити усі їхні справи з точки зору офіційної науки. З самого початку між головними героями зав'язуються тісні дружні стосунки, які з часом переростають у платонічне кохання. На додачу до основної сюжетної лінії, приблизно дві третини серіалу становлять серії про так званих «монстрів тижня». У цих виокремлених епізодах спецагенти розслідують дивні злочини, які не впливають на розвиток подій у серіалі. В серіалі та сіквелі використовуються слогани «The Truth is out there» (укр. Істина поза межами досяжного), «I want to believe» (укр. Я хочу вірити), «Trust no one» (укр. Не довіряй нікому) та ін.
Такі серіали, як «Альфред Гічкок представляє», «Сутінкова зона» та «Нічна галерея» надихнули Кріса Картера на створення «Цілком таємно». Під час створення образів головних героїв Картер хотів похитнути гендерні стереотипи, зробивши Скаллі скептиком, а Малдера віруючим у надприродне. У 8 та 9 сезонах центральне місце в серіалі займала Джилліан Андерсон, в той час як Девід Духовни з'являвся лише епізодично. Було введено двох нових головних героїв — Джон Доггетт (Роберт Патрік) і Моніка Реєс (Аннабет Гіш). Помічник директора ФБР, Волтер Скіннер (Мітч Піледжі) також приєднався до когорти головних героїв в останніх сезонах.
Серіал визнано культовим у масовій культурі 90-х. Ключові сюжетні теми «Цілком таємно» базуються на недовірі суспільства владі, охоплюють теорію змови і зосереджені на спробах розкрити інформацію про існування позаземних цивілізацій. На момент закінчення, «Цілком таємно» став найдовшим науково-фантастичним серіалом в історії телебачення США, хоча потім цей результат був перевершений такими проектами, як «Зоряна Брама» і «Таємниці Смолвіля». На початку 2015 року з'явилися чутки про перемовини між телеканалом FOX та Крісом Картером про зйомки продовження серіалу. В Україні серіал транслювався на телеканалі 1+1 під назвою «Цілком таємно», і телеканалі СТБ під назвою «Секретні матеріали». З 2009 року демонструвався на телеканалі 2+2. Після випуску останнього художнього фільму у 2008 році, фани продовжували наполягати на третьому фільмі, який остаточно закінчив би сюжетні лінії серіалу.
У березні 2015 року було оголошено, що серіал повернеться у вигляді 6-епізодного міні-серіалу, зйомки якого пройшли влітку того ж року. Стало відомо, що Девід Духовни, Джілліан Андерсон, Еннабет Ґіш і Мітч Піледжі знову повернуться до своїх ролей. Прем'єра 10 сезону «відродженого» серіалу відбулася 24 січня 2016 року. Згодом, 20 квітня 2017 року серіал продовжили на 11 сезон, який вийшов 3 січня 2018 року, і складається з 10 нових епізодів.

## У ролях та персонажі
| |  | |
| Духовни грав Фокса Малдера в перших семи сезонах, а в 8 та 9 сезоні відігравав другорядну роль. В 10 сезоні знову став головним героєм. |  | Андерсон грала Дейну Скаллі всі десять сезонів, вона також стала в 2000 році першою жінкою сценаристом і режисером епізоду в серіалі. |

### Головні персонажі
- Фокс Малдер (1-7, 10-11 сезон — головний персонаж; 8-9 сезон — другорядний) — роль виконав Девід Духовни. Малдер — спеціальний агент ФБР, закінчив Оксфордський університет і академію ФБР в Квантіко з відзнакою. Вірить в існування позаземних форм життя і урядової змови, яка існує задля приховання правди. Працює в спеціальному відділі з грифом «X», який характеризується величезною кількістю нерозкритих справ, більшість з яких відбулися за надприродних і таємничих обставин. Дослідження цих справ він зробив головною метою свого життя. Після викрадення прибульцями наприкінці 7 сезону роль Малдера в серіалі зменшилася. Його місце зайняв спеціальний агент Джон Доггетт. Має спільного з Дейною Скаллі сина Вільяма. З'являвся в епізоді серіалу «Самотні стрільці» і в обох фільмах за мотивами серіалу. В 10 сезоні Малдер знову повертається працювати в ФБР.
- Дейна Скаллі (1-11 сезони — головний персонаж) — роль виконала Джилліан Андерсон. Скаллі — спеціальна агентка ФБР, лікарка і вчена, яка є партнеркою Фокса Малдера. На відміну від нього Скаллі є скептиком і потребує наукових пояснень, щодо розслідуваних ними справ. Проте, незважаючи на її жорсткий скептицизм, вона католичка, і її віра відіграє важливу роль в декількох епізодах. З часом вона стає більш відкритою до можливості існування паранормальних явищ. У другій половині 8 сезону Скаллі залишила спеціальний відділ з грифом «X» і переїхала в Квантіко, для навчання нових агентів ФБР. На її місце була взята спеціальна агентка Моніка Реєс. Має спільного з Фоксом Малдером сина Вільяма, якого віддала на виховання до прийомних батьків. Вона з'являлася в обох фільмах за мотивами серіалу. В 10 сезоні Скаллі знову повертається працювати в ФБР.
- Джон Доггетт (8-9 сезон — головний персонаж) — роль виконав Роберт Патрік. Доггетт — спеціальний агент ФБР. В 1970-80-х роках служив у Корпусі морської піхоти США. Працював в Департаменті поліції Нью-Йорка. Після смерті сина приєднався до відділу кримінальних розслідувань ФБР. У 2000 році заступник директора ФБР, Елвін Керш призначив Доггетта працювати в спеціальному відділі з грифом «X», як партнера Дейни Скаллі, після невдалих пошуків зниклого наприкінці 7 сезону спеціального агента Малдера. Не з'являвся в жодному із фільмів за мотивами серіалу.
- Волтер Скіннер (1-8 сезони — другорядний персонаж; 9-11 сезон — головний) — роль виконав Мітч Піледжі. Скіннер є помічником директора ФБР. Служив в Корпусі морської піхоти США під час війни у В'єтнамі. Під час служби застрелив маленького хлопчика, що перевозив вибухові речовини, цей інцидент залишив відбиток на його подальшому житті. Скіннер спочатку був безпосереднім керівником Малдера і Скаллі. Пізніше він виконував ті ж обов'язки для Доггетта і Реєс. Незважаючи на те, що Скіннер спочатку зображувався антагоністично, він врешті-решт став близьким другом Малдера та Скаллі. З'являвся в епізоді серіалу «Самотні стрільці» і в обох фільмах за мотивами серіалу. В 10 сезоні Скіннер досі працює в ФБР.
- Моніка Реєс (8, 10-11 сезон — другорядний персонаж; 9 сезон — головний) — роль виконала Аннабет Гіш. Реєс — спеціальна агентка ФБР. Народилася і виросла в Мехіко. Вивчала фольклор і міфологію в Браунському університеті і отримала ступінь магістра в галузі релігієзнавства. Її першим завданням в ФБР було розслідування ритуалів. Реєс є давнім другом Доггетта і стала його партнеркою після від'їзду Скаллі. Не з'являлася в жодному із фільмів за мотивами серіалу.

### Другорядні персонажі
- Курець (1-7, 9-11 сезон) — роль виконав Вільям Б. Девіс. Курець є головним антагоністом в серіалі, членом таємного Синдикату. За всі сезони він помирав декілька разів. Вперше він був помер у 7 сезоні в епізоді «Реквієм», де його штовхнув зі сходів Алекс Крайчек і залишався померлим до останньої серії 9 сезону «Правда», де Малдер і Скаллі знайшли Курця у горах поблизу Нью-Мексико, проте в кінці епізоду він знову помер, внаслідок обстрілу. В 10 сезоні виявилося, що він залишився живим. В серіалі з часом стає відомо, що Курець є біологічним батьком Фокса Малдера. З'являвся в першому фільмі за мотивами серіалу — «Цілком таємно: Боротьба за майбутнє», а також в першій і останній серії 10 сезону.
- Алекс Крайчек (2-9 сезони) — роль виконав Ніколас Ліа. Крайчек має російсько-американське коріння, він є сином іммігрантів часів холодної війни. Вперше в серіалі був показаний як спеціальний агент ФБР, призначений як тимчасовий партнер Фокса Малдера для розслідування зникнення Дейни Скаллі. Крайчек працював з Малдером і намагався завоювати його довіру, однак пізніше стало відомо, що Крайчек насправді таємний агент, який працює на Курця. Крайчек постійно перешкоджав Малдеру і Скаллі, проте в деяких серіях вони співпрацювали.
- Бездонна горлянка (1-4, 7 сезон) — роль виконав Джеррі Гардін. Бездонна горлянка — перший інформатор Малдера. Член тодішнього таємного Синдикату. Вважав, що Малдер саме та людина, що може розкрити знання Синдикату, проте, дотримувався думки, що є певні істини, які громадськість ще не готова дізнатися. В останньому епізоді 1 сезону, побоюючись за життя Малдера, Бездонна горлянка допоміг Скаллі в отриманні доступу до інопланетного ембріону для обміну на перебуваючого в заручниках Малдера, через що був убитий. Бездонна горлянка пізніше неодноразово з'являвся в снах і видіннях Малдера.
- Ікс (2-5, 9 сезон) — роль виконав Стівен Вільямс. Містер Ікс — другий інформатор Малдера. У той час як вірність Ікса була незрозумілою, він не раз доводив, що принаймні не хоче смерті Малдера. В 2 сезоні в епізоді «Кінець гри» повідомив Скаллі, розкривши себе, що вона повинна знати, де Малдер, вважаючи, що його життя в небезпеці. Ікс неохоче надав їй інформацію після бійки зі Скіннером. В 3 сезоні в епізоді «731» вірність Ікса Малдеру була ще раз підтверджена. Ікс врятував Малдера із обладнаного вибухівкою вагону. В 4 сезоні в епізоді «Раса панів» Ікс був розкритий Синдикатом, через що його вбили. Після смерті Ікс з'являвся в серіалі ще двічі — в епізодах «Незвичайні підозрювані» і «Правда».
- Маріта Коваррубіас (4-7, 9 сезон) — роль виконала Лорі Голден. Маріта Коваррубіас — третій інформатор Малдера. Була введена в серіал після смерті Ікса, який залишив напис «СПГС» своєю кров'ю на підлозі під дверима квартири Малдера. Це привело Малдера до Спеціального представника Генерального секретаря Організації Об'єднаних Націй. Пізніше з'ясувалося, що Коваррубіас працює на Синдикат, проте вона зрадила їх і надавала додаткову інформацію Малдеру. В результаті вчені Синдикату інфікувати її чорним вірусом нафти, для того, щоб випробувати вакцину над якою працювали. За велінням Курця Коваррубіас мала працювати з Крайчеком, для відновлення роботи знищеного Синдикату. Проте вони зрадити Курця і залишити його помирати. В останній серії 9 сезону вона свідчила на суді Малдера про вбивство, де повідомила про свою участь в Синдикаті. Однак, коли в неї потребували більше інформації, на прохання Малдера її допит припинили, через острах, що через оприлюднення додаткової інформації її буде вбито.
- Джефрі Спендер (5-6, 9 сезон) — роль виконав Кріс Оуенс. Спендер — спеціальний агент ФБР. Він був призначений в спеціальний відділ з грифом «X» після того, як Фокса Малдера відправили у вимушену відпустку. Спендер є сином Курця і його колишньої дружини, багаторазово викраденої Кассандри Спендер, а також зведеним братом Фокса Малдера. До 9 сезону вважалося, що Спендер був вбитий Курцем, проте він, жахливо знівечений, повернуся в епізоді «Вільям» і допоміг синові Скаллі і Малдера — Вільяму.
- Елвін Керш (6, 8-9, 11 сезон) — роль виконав Джеймс Пікенс (молодший). Керш спочатку виконував обов'язки помічника директора ФБР, а потім заступника. Тимчасово був призначений безпосереднім керівником Малдера і Скаллі, коли вони були відсторонені від спеціального відділу з грифом «X». За цей час Курець часто відвідував його кабінет. Керш давав Малдеру і Скаллі в основному чорну роботу, таку як терористичні акти і федеральні перевірки. Керш зображувався антагоністично, проте в останньому епізоді 9 сезону спокутував себе, допомігши Малдеру уникнути смертної кари.

## Трансляція
| Сезон | Сезон                               | Епізоди                             | Оригінальні покази | Оригінальні покази | Рейтинг |
| Сезон | Сезон                               | Епізоди                             | Прем'єра           | Фінал              | Рейтинг |
| ----- | ----------------------------------- | ----------------------------------- | ------------------ | ------------------ | ------- |
|       | 1                                   | 24                                  | 10 вересня 1993    | 13 травня 1994     | 11.21   |
|       | 2                                   | 25                                  | 16 вересня 1994    | 19 травня 1995     | 14.50   |
|       | 3                                   | 24                                  | 22 вересня 1995    | 17 травня 1996     | 15.40   |
|       | 4                                   | 24                                  | 4 жовтня 1996      | 18 травня 1997     | 19.20   |
|       | 5                                   | 20                                  | 2 листопада 1997   | 17 травня 1998     | 19.80   |
|       | Цілком таємно: Боротьба за майбутнє | Цілком таємно: Боротьба за майбутнє | 19 червня 1998     | 19 червня 1998     | Н/Д     |
|       | 6                                   | 22                                  | 8 листопада 1998   | 16 травня 1999     | 17.20   |
|       | 7                                   | 22                                  | 7 листопада 1999   | 21 травня 2000     | 14.20   |
|       | 8                                   | 21                                  | 5 листопада 2000   | 20 травня 2001     | 13.93   |
|       | 9                                   | 20                                  | 11 листопада 2001  | 19 травня 2002     | 9.10    |
|       | Цілком таємно: Я хочу вірити        | Цілком таємно: Я хочу вірити        | 25 липня 2008      | 25 липня 2008      | Н/Д     |
|       | 10                                  | 6                                   | 24 січня 2016      | 22 лютого 2016     | 9.54    |
|       | 11                                  | 10                                  | 3 січня 2018       | 21 березня 2018    | 5.34    |

### Перший сезон

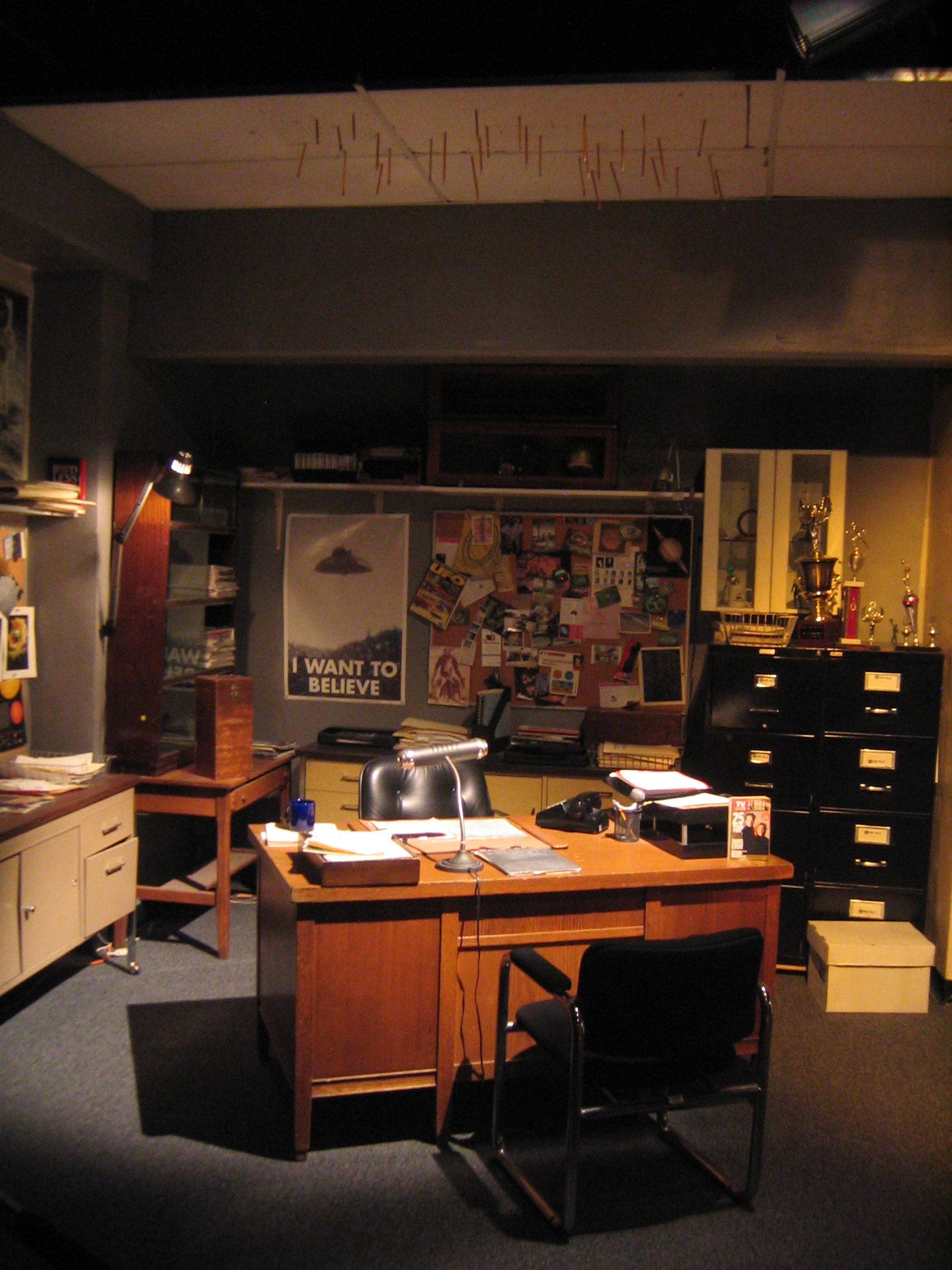
Кабінет спеціального агента Фокса Малдера.

«Цілком таємно» був створений під впливом серіалу «Колчак: Нічний мисливець» сценаристом Крісом Картером. У березні 1993 року розпочався знімальний процес. Зйомки пілотного епізоду тривали 14 днів, його бюджет склав 2 мільйони доларів. Перший сезон знімали у Ванкувері та на його околицях. Цей майданчик використовувався ще п'ять років, і лише з початку шостого сезону знімальна група переїхала в Лос-Анджелес, за проханням виконавця головної ролі Фокса Малдера — Девіда Духовни. Прем'єра пілотного епізоду відбулася 10 вересня 1993 року, він зібрав біля екранів телевізорів 12 мільйонів глядачів. Під час показу рейтинги серіалу невпинно росли, і в підсумку фінальна серія показала рейтинг в 14 мільйонів глядачів.

### Другий сезон
21 січня 1995 року серіал отримав свій перший «Золотий глобус» в номінації за найкращий драматичний серіал.

### Третій сезон
Сезон перевершив рейтинги попередніх двох. Прем'єрний епізод «Благословенний шлях» дебютував з рейтингом в 19.94 мільйони глядачів, що удвічі більше прем'єри попереднього сезону. В середньому рейтинги перевищували 15 мільйонів глядачів, що робить його одним з найпопулярніших серіалів сезону 1995—1996 років на телебаченні США. Сезон отримав позитивні відгуки від телевізійних критиків, вигравши п'ять «Еммі». Декілька епізодів було написано сценаристом Даріном Морганом, до них належать — «Останній відпочинок Клайда Бракмана» та «„Із відкритого космосу“ Джо Чанґа»

### Четвертий сезон
19 січня 1997 року серіал отримав свій другий «Золотий глобус» в номінації за найкращий драматичний серіал. Також в своїх номінаціях володарями «Золотого глобусу» стали Джілліан Андерсон за найкращу жіночу роль та Девід Духовни за найкращу чоловічу роль в драматичному серіалі відповідно. 14 вересня 1997 року Джілліан Андерсон отримала премію «Еммі» в номінації за найкращу жіночу роль у драматичному серіалі.

### П'ятий сезон
18 січня 1998 року серіал отримав свій третій «Золотий глобус» в номінації за найкращий драматичний серіал.

## Серіал в Україні
В Україні серіал «Цілком таємно» показували телеканали «1+1» (1-4 сезони), «Інтер» (1-9 сезони), «2+2» та «СТБ» (5-9 сезони) і «Новий канал» (10 сезон). Вперше в Україні серіал показав телеканал «1+1» у вересні 1997 року з українським двоголосим закадровим озвученням. Повторний показ також транслювався на телеканалі «Інтер» з російським багатоголосим закадровим озвученням телеканалу «ОРТ» (Росія).
Закадрове озвучення 1—4 сезонів було виконано студією «1+1» у 1997 році. Закадрове озвучення 5—9 сезонів було виконано телеканалом «СТБ» у 2007 році, а повторне закадрове озвучення цих сезонів було виконано студією «1+1» на замовлення телеканалу «2+2» у 2009 році. На початку 2016 року «Новий канал» показав 10 сезон серіалу.
| Сезон | Студія дубляжу                    | Закадрове озвучення персонажа | Закадрове озвучення персонажа |
| Сезон | Студія дубляжу                    | Фокс Малдер                   | Дейна Скаллі                  |
| ----- | --------------------------------- | ----------------------------- | ----------------------------- |
| 1-4   | Студія «1+1» (1997)               | Георгій Гавриленко            | Людмила Чиншева               |
| 5-9   | Студія «1+1» (2009)               | Олег Лепенець                 | Людмила Ардельян              |
| 5-9   | Студія «ММЦ-СТБ» (2007)           | Анатолій Зіновенко            | Тетяна Зіновенко              |
| 10    | Телекомпанія «Новий канал» (2016) | Анатолій Зіновенко            | Тетяна Зіновенко              |

## Цікаві факти
- Фокс Малдер і Дейна Скаллі епізодично з'являлися в серіалі «Тисячоліття». Їх було показано в одному із моментів, як вони ідуть сходами позаду героїв «Тисячоліття» в штаб-квартирі ФБР, будівлі Едгара Гувера.
- Деякі персонажі серіалу курять сигарети вигаданої марки «Morley», головним споживачем якої є антагоніст Курець. Їх також курить і спеціальний агент Моніка Реєс, яка в 10 сезоні розпочала співпрацювати з Курцем. В 3 сезоні в епізоді «Сходження» Фокс Малдер знайшов у бардачку машини Алекса Крайчека недопалки сигарет марки «Morley», через що зробив висновок, що той працює на Курця. В одній із серій Малдер і Скаллі відвідували головний офіс корпорації Morley Tobacco, через вбивство одного із співробітників. Вигадана марка «Morley» використовувалася не тільки в серіалі «Цілком таємно», але і в інших проектах, таких як: «Тисячоліття», «Секс і Каліфорнія», «Пуститися берега», «Ходячі мерці», «Втеча з в'язниці», «Баффі — переможниця вампірів» тощо.